# Džunja Tanaka
Džunja Tanaka (* 15. červen 1987) je japonský fotbalista.

## Klubová kariéra
Hrál za Kashiwa Reysol a Sporting Lisabon.

## Reprezentační kariéra
Džunja Tanaka odehrál za japonský národní tým v letech 2012–2014 celkem 4 reprezentační utkání.

## Statistiky
| Japonsko | Japonsko | Japonsko |
| Roky     | Záp.     | Góly     |
| -------- | -------- | -------- |
| 2012     | 1        | 0        |
| 2013     | 0        | 0        |
| 2014     | 3        | 0        |
| Celkem   | 4        | 0        |